# Кінтанілья-Сан-Гарсія
Кінтанілья-Сан-Гарсія (ісп. Quintanilla San García) — муніципалітет в Іспанії, у складі автономної спільноти Кастилія-і-Леон, у провінції Бургос. Населення — 115 осіб (2010).
Муніципалітет розташований на відстані близько 240 км на північ від Мадрида, 46 км на північний схід від Бургоса.

## Демографія
Динаміка населення (INE ):